# Han ter Laak
Johannes Joseph Maria Wladimir (Han) ter Laak (Heino, 1 maart 1941) is een Nederlands politicus van de KVP en later het CDA.
Hij was achtereenvolgens werkzaam bij de gemeenten Raalte, Monster en Oldenzaal voor hij ging werken bij de gemeente Schoonebeek. Hij werd daar in 1972 de opvolger van gemeentesecretaris P. Top en in mei 1977 volgde zijn benoeming tot burgemeester van Heusden. In juni 1988 werd Ter Laak benoemd tot burgemeester van Eibergen. Begin 1995 kwam hij in opspraak omdat hij onder meer de gemeenteraad opzettelijk informatie zou hebben onthouden, de notulen van commissievergaderingen zou hebben veranderd en beleid waar hij het niet mee eens was hebben tegengewerkt. Nadat de gemeenteraad het vertrouwen in hem had opgezegd werd een afvloeiingsregeling afgesproken met de gemeenteraad waarna Ter Laak instemde met ontslag.